# Ancistrota obliqua
Ancistrota obliqua är en fjärilsart som beskrevs av Eugène Louis Bouvier 1930. Ancistrota obliqua ingår i släktet Ancistrota och familjen påfågelsspinnare. Inga underarter finns listade i Catalogue of Life.